# Omoea
Omoea – rodzaj roślin z rodziny storczykowatych (Orchidaceae). Obejmuje dwa gatunki. O. micrantha występuje na Jawie i Sumatrze, a O. philippinensis na Filipinach. Oba gatunki są epifitami rosnącymi w lasach na wysokościach 800–2000 m n.p.m.

## Systematyka
Rodzaj sklasyfikowany do podplemienia Aeridinae w plemieniu Vandeae, podrodzina epidendronowe (Epidendroideae), rodzina storczykowate (Orchidaceae), rząd szparagowce (Asparagales) w obrębie roślin jednoliściennych.
Wykaz gatunków
- Omoea micrantha Blume
- Omoea philippinensis Ames